# Leul (constelație)
Leul (în limba latină, Leo) este o constelație de pe ecliptică (linia roșie punctată de pe hartă). Este una dintre cele douăsprezece constelații din zodiac, simbolul ei zodiacal fiind  (Unicode: ♌).

## Descriere și localizare

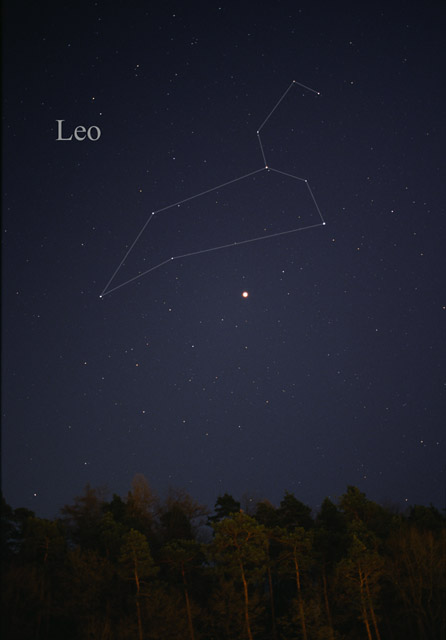
Constelația Leul văzută cu ochiul liber. Pentru identificarea mai ușoară au fost trasate linii între stele.

Leul este o constelație marcantă de pe cerul nordic care poate fi observată în nopțile de iarnă-primăvară. Se află chiar sub Ursa Mare și Leul Mic. Cele mai luminoase stele ale sale Regulus (α Leo), Denebola (β Leo), Algieba (γ Leo) și Zosma (δ Leo) trasează corpul leului. Stelele ζ, μ și ε Leonis formează capul leului - acest arc de stele mai este denumit uneori și „secera”.
Leul conține câteva stele binare ușor de observat. Chiar sub corpul Leului se gasesc galaxiile M65 și M66 care împreună cu galaxia spirală NGC 3628 formează grupul de galaxii denumit „tripleta din Leul”. 
Cum ecliptica trece prin Leul, soarele, Luna și planetele - într-un anumit moment al anului - trec „prin” constelație. Astfel Leul face parte din cele doisprezece constelații zodiacale. Datorită mișcării de precesie a axei de rotație a Pământului față de stelele fixe, momentul parcurgerii constelației de către soare s-a deplasat față de cum era în antichitate.

## Istorie

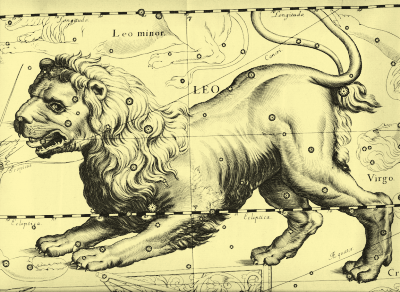
Leul desenat de Hevelius, 1690

## Obiecte cerești
- NGC 3521

Coordonate:  11h 00m 00s, +15° 00′ 00″